# Puhi Puhi (rivière)
La rivière Puhi Puhi  est un cours d'eau du district de Marlborough, dans la région de Marlborough dans l’Ile du Sud de la Nouvelle-Zélande.

## Géographie
Elle s’écoule vers le sud-ouest, grossièrement parallèle à la côte de l’Océan Pacifique, à partir de sa source à 12 km à l’ouest de l’embouchure du fleuve Clarence, et atteint son déversement dans le fleuve Hapuku à 5 km à partir de l’embouchure près du village de "Hapuku". Un des affluents est la rivière Clinton.